# Comcast Technology Center
Het Comcast Technology Center is een wolkenkrabber in de Amerikaanse stad Philadelphia. Het gebouw is 342 meter hoog en is daarmee de hoogste wolkenkrabber van de stad.

## Geschiedenis
Architect Foster & Partners met ingenieurstechnieken van Thornton Tomasetti kregen de opdracht voor het project. 
In 2014 werd begonnen met de bouw van de hoogste wolkenkrabber van Philadelphia en op 27 november 2017 werd het hoogste punt van het bouwwerk bereikt. Pas een half jaar later, in juli 2018, werd het Comcast Technology Center in gebruik genomen. In oktober van dat jaar werd het gebouw geopend voor het publiek.

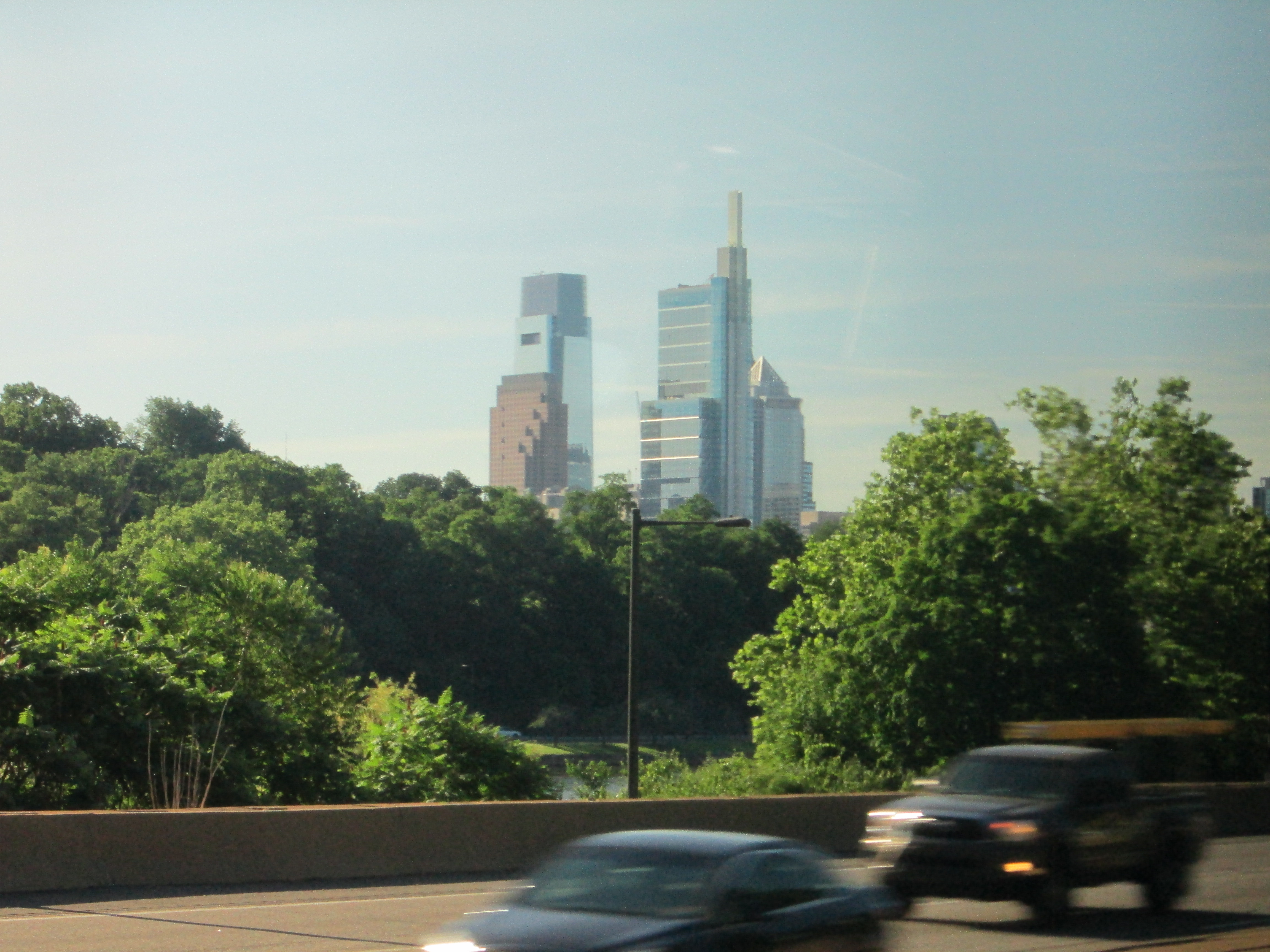
Comcast Technology Center gezien vanaf de Interstate 76